# Cap de Crabes
El Cap de Crabes és una muntanya que es troba en el terme municipal d'Espot, a la comarca del Pallars Sobirà, i dins del Parc Nacional d'Aigüestortes i Estany de Sant Maurici.

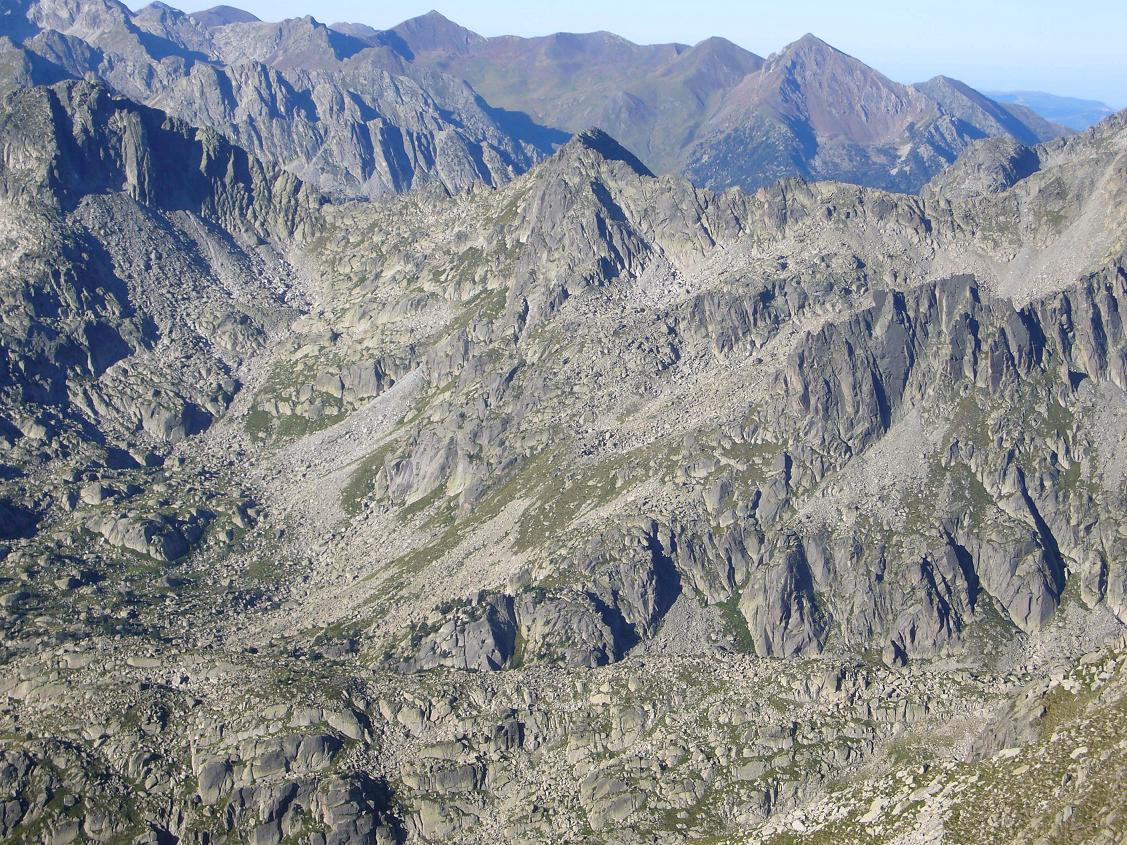
Pic del Portarró (esquerra), Portell i Cap de Crabes, i Coll del Bergús vistos des del Pic d'Amitges.

El pic, de 2.709,8 metres, s'alça a la carena que separa Colomers d'Espot (O) i la Coma de Crabes (E); amb el Coll del Bergús al nord, el Portell de Crabes al sud i el Pic del Redó a l'oest.

## Rutes[2]
El normal és fer el cim des d'una de les collades que ho flaquegen pel nord i el sud: Coll del Bergús i Portell de Crabes.